# Conflit basque
Conflit basque
L'appellation conflit basque,,,,, désigne l'opposition idéologique, le conflit armé, la période de troubles et de tensions ainsi que la série d'attentats, survenues entre l'indépendantisme basque et les gouvernements français et espagnol. Il débute en 1959 avec les premiers attentats d'Euskadi ta Askatasuna (« Pays basque et liberté » en basque, plus connu sous l'acronyme ETA) en Espagne. Au Pays basque français, les premiers attentats eurent lieu avec le groupe Iparretarrak dans les années 1970.
Le conflit armé est dans les premières années du conflit dirigé essentiellement contre le gouvernement franquiste, mais se poursuit et augmente encore en violence dans les années qui suivent l'avènement de la démocratie en Espagne.
Dans les premières années du conflit pendant lesquelles la violence est limitée, le conflit est soutenu par de très larges pans de l’opinion publique basque, mais aussi internationale. Inversement, à proportion que la démocratie s’impose en Espagne et que la violence semble devenir « aveugle », le soutien populaire au conflit armé se réduit. À partir des années 90, des manifestations de plus en plus importantes ont lieu au Pays basque et dans le reste de l'Espagne contre le terrorisme et la violence armée.
Après avoir connu un point culminant dans les années 1980 (ETA/IK contre BVE/GAL), le conflit basque entre en voie de résolution en 2011 avec l'annonce par ETA de l'arrêt définitif de son activité armée. Le 16 avril 2018, l'ETA annonce sa dissolution et la fin de son combat politique.

## Vue d'ensemble

### Durant le régime de Franco
Le conflit débute en 1959 en plein régime franquiste. L'organisation Euskadi ta Askatasuna (« Pays basque et liberté » en basque, plus connu sous l'acronyme ETA) qui luttait alors pour la chute de ce régime, fut bientôt rejointe par une mouvance révolutionnaire et indépendantiste, car l'Espagne de Franco ne laissait pas de place à la culture basque ainsi qu'à la langue qui avait presque disparu de la sphère publique.
Aussitôt, les militants de l'ETA affirment leur volonté d'obtenir par « la lutte armée » l'indépendance du Pays basque. En décembre 1959, les premières charges explosives sont placées dans les commissariats de police et des casernes de la garde civile. Dans l'été 1960, plusieurs bombes éclatent dans les gares du Pays basque. Le premier mort est un bébé de 22 mois qui succombe de ses blessures à la suite de l'explosion d'une bombe dans la gare d'Amara de Saint-Sébastien. La responsabilité de l'attentat non revendiqué ne sera connue que plusieurs décennies après.
La première stratégie politico-militaire de l'ETA, en termes strictement théoriques, commence à se développer avec l'adoption du concept de « guerre révolutionnaire », promu dans l'un des premiers idéologues de l'ETA, Federico Krutwig, un livre intitulé Vasconia écrit sous le pseudonyme de Fernando Sarrailh de Ihartza en 1962. En plus d'occuper une place centrale dans les débuts de l'histoire de l'ETA, l'ouvrage fait explicitement référence aux processus de résistance nationale et de décolonisation en Algérie, en Tunisie, à Chypre, ainsi qu'à la révolution cubaine. Dans un contexte socio-politique où la relation entre le régime et les indépendantistes basques est basée sur la violence, l'idée de lutte armée est adoptée par la jeune génération basque avec une relative facilité. En 1964, sous l'influence des membres maoïstes, les militants adoptent les principes de la « guerre révolutionnaire ».
En 1965, commencent les attaques à main armée et l'encaissement de l'impôt révolutionnaire (extorsion de fonds auprès de certaines cibles : individus considérés comme ennemis, entreprises...).
Le 7 juin 1968, le policier José Pardines Arcay est abattu. L'auteur, chef de l'ETA, Txabi Etxebarrieta, est abattu par la police. Le 2 août, en représailles, le commissaire Melitón Manzanas est abattu par ETA. Pour la première fois, l'organisation fait la une des journaux.
En 1973, un attentat tue Luis Carrero Blanco, alors chef du gouvernement et successeur probable du dictateur Francisco Franco. Cette attaque eut un rôle important dans la chute du régime mis en place par Franco qui disparut en 1975.[réf. nécessaire]

### Après la transition démocratique espagnole
Paradoxalement, l'avènement de la démocratie en Espagne en 1977 n'a pas pour conséquence de faire baisser le nombre des attentats. Au contraire, le bilan de ceux-ci et des séquestrations d'entrepreneurs et de personnalités publiques s'alourdit fortement. Ainsi, entre 1960 et 1975, le nombre des victimes de l'ETA est de 44 personnes. Il sera de 118 victimes en 1980, l'année la plus sanglante.
Dans un contexte économique difficile qui voit, à partir de 1975, le Pays basque entrer dans un cycle de désindustrialisation avec la fermeture des hauts fourneaux, de mines et de chantiers navals , qui affecte en particulier l’agglomération de Bilbao, le mouvement social se mêle la thématique nationale. Il est parfois violemment réprimé par la police espagnole (vingt-deux morts entre 1974 et 1975 au Pays basque et en Navarre). De surcroît, sous l’administration de Felipe Gonzalez, l’État espagnol met sur pied des groupes de mercenaires, les Groupes antiterroristes de libération (GAL), chargés d'assassiner des membres d'ETA en Espagne et en France,. Ces assassinats de militants nationalistes connaissent un écho considérable, les abertzales s’imposant par « une occupation massive et bruyante de la rue, des manifestations entretenant la perspective d’une guerre exaltante, des peintures murales, des concerts de rock rythmant la haine contre les ennemis, et le soutien des mairies gagnées par les urnes ». Cette situation a pour conséquence que, dans les années 1980, l’organisation armée est encore perçue comme le reflet d’une violence plus généralisée sans être encore dénoncée comme la cause principale de la violence.
Durant cette période, alors que tout événement concernant un prisonnier ou un membre de l’ETA donne lieu à des démonstrations publiques de solidarité notamment dans les mairies tenues par le bras politique de l’ETA, au contraire, les trois quarts des attentats de la part des mouvements indépendantistes ne font l’objet d’aucune réponse institutionnelle ou citoyenne. Quelques artistes et intellectuels signèrent un appel à la pacification, mais sans oser évoquer nommement l’ETA. A posteriori, le silence et la soumission des années 1980 sont perçus comme une des causes de l’ampleur et de la durée du terrorisme. Cette marginalisation des victimes du terrorisme a été dénoncée par les collectifs de personnes victimes de la violence de l’ETA accusant « la société basque » de vouloir les oublier aujourd’hui.

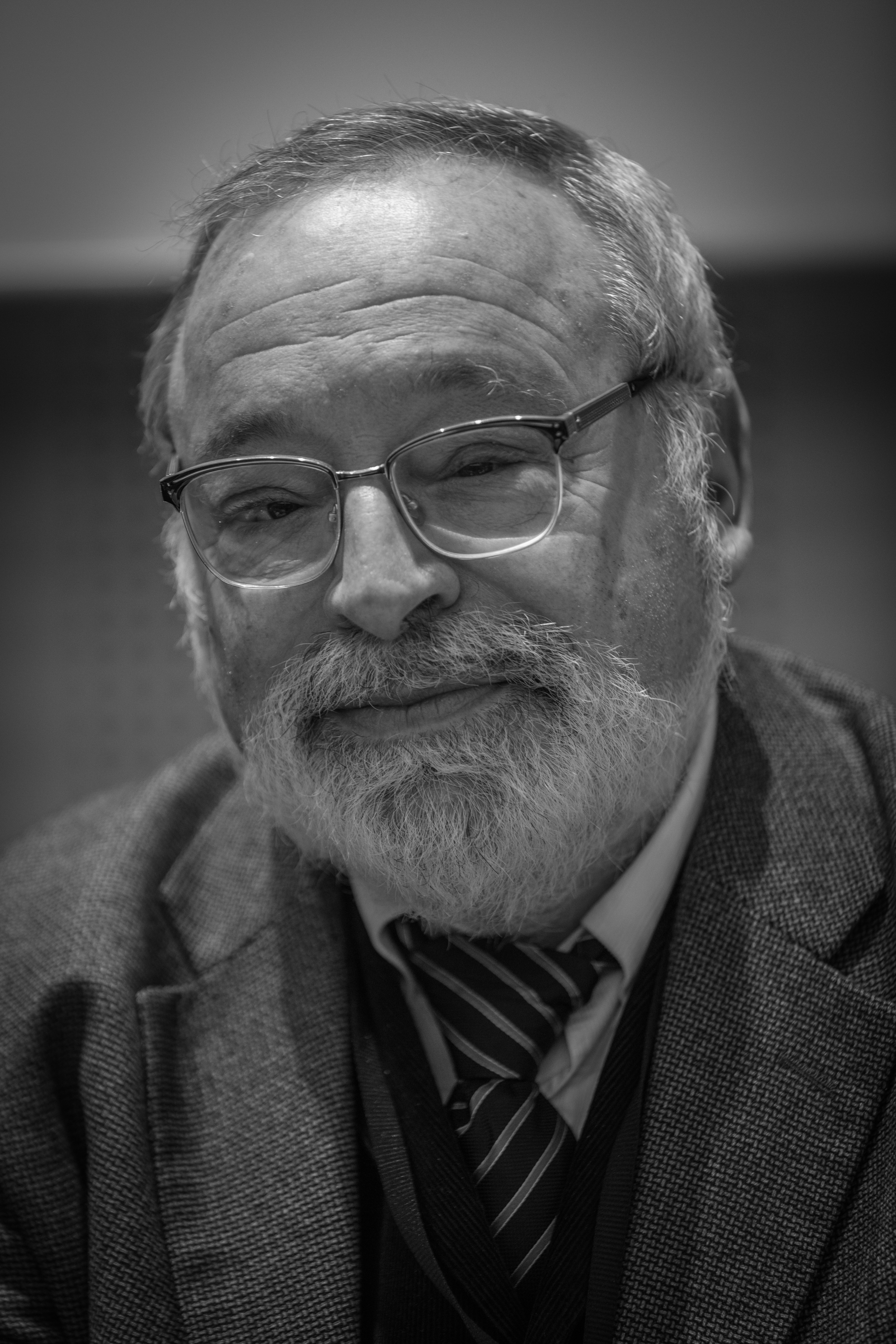
Fernando Savater, philosophe engagé contre le terrorisme au Pays basque et porte-parole de l'association ¡Basta Ya!

Différents mouvements et associations prônent alors la fin des violences et condamnent la stratégie armée : en 1985 est créée, la coordination « Geste pour la paix du Pays basque » (Gesto por la Paz de Euskal Herria) fondée par des chrétiens de gauche et des membres du parti nationaliste basque Euskadiko Ezkerra, rival de Herri Batasuna, considérée comme la branche politique de l'ETA. Puis, naissent en 1991 de Denon Artean (Ensemble), en 1998 du Foro Ermua, après le meurtre de Miguel Angel Blanco conseiller municipal de Ermua, Basta Ya (Ça suffit), en 1999, une initiative citoyenne espagnole engagée activement pour la tolérance dont la notoriété est diffusée auprès d’un large public grâce notamment à Fernando Savater, philosophe renommé, dont il est le porte-parole.
À partir de 1989, les gouvernements espagnols de gauche comme de droite poursuivent une politique de dispersion des prisonniers sur l’ensemble du territoire espagnol, y compris les îles Canaries, afin d’affaiblir le mouvement indépendantiste. Cette décision posa un problème majeur pour l’organisation armée qui tenta d’obliger le gouvernement à rapprocher les prisonniers par des actions spectaculaires. En 1997, l’ETA kidnappa Miguel Ángel Blanco, un jeune élu du Parti populaire, et menaça de le tuer, réclamant le rapprochement de tous les prisonniers sous 48 heures. Le jeune homme est tué en juillet 1997 en dépit d’une énorme mobilisation, sans précédent, contre l’organisation au Pays basque et dans toute l’Espagne : des centaines de milliers de manifestants à Bilbao et plusieurs millions dans le pays,. Le symbole qui unit tous ces manifestants sont les paumes de leurs mains peintes en blanc levées vers le ciel. Ce symbole sera repris par plusieurs journaux en première page quand l’ETA annonça la fin de la lutte armée.
À partir des années 1990, la lutte policière contre l’ETA permet la capture de ses chefs et des membres de nombreux commandos : 450 personnes sont arrêtées entre 2000 et 2003, 810 entre 2004 et 2011.
Le 10 janvier 2011, ETA déclare un cessez-le-feu permanent. Le 20 octobre de la même année, ETA annonce l'abandon définitif de la lutte armée. Le Premier ministre espagnol José Luis Rodríguez Zapatero décrit cette décision comme une « victoire pour la démocratie, la loi et la raison ».
Dans les années qui suivent, ETA est confronté à de nombreuses découvertes de caches d'armes, ce qui affaiblit considérablement l'organisation.
Le 28 mai 2012, deux membres du groupuscule séparatiste, Oroitz Gurruchaga et Aramburu Xabier sont arrêtés dans le sud de la France.
Le 11 juin 2015, une conférence historique a lieu à Paris, dans l'optique de mettre en place des pourparlers de paix devant mener au désarmement de l'organisation voire à sa dissolution.
Le 16 avril 2018, l'ETA annonce sa dissolution et la fin de son combat politique.

## Bilan du conflit

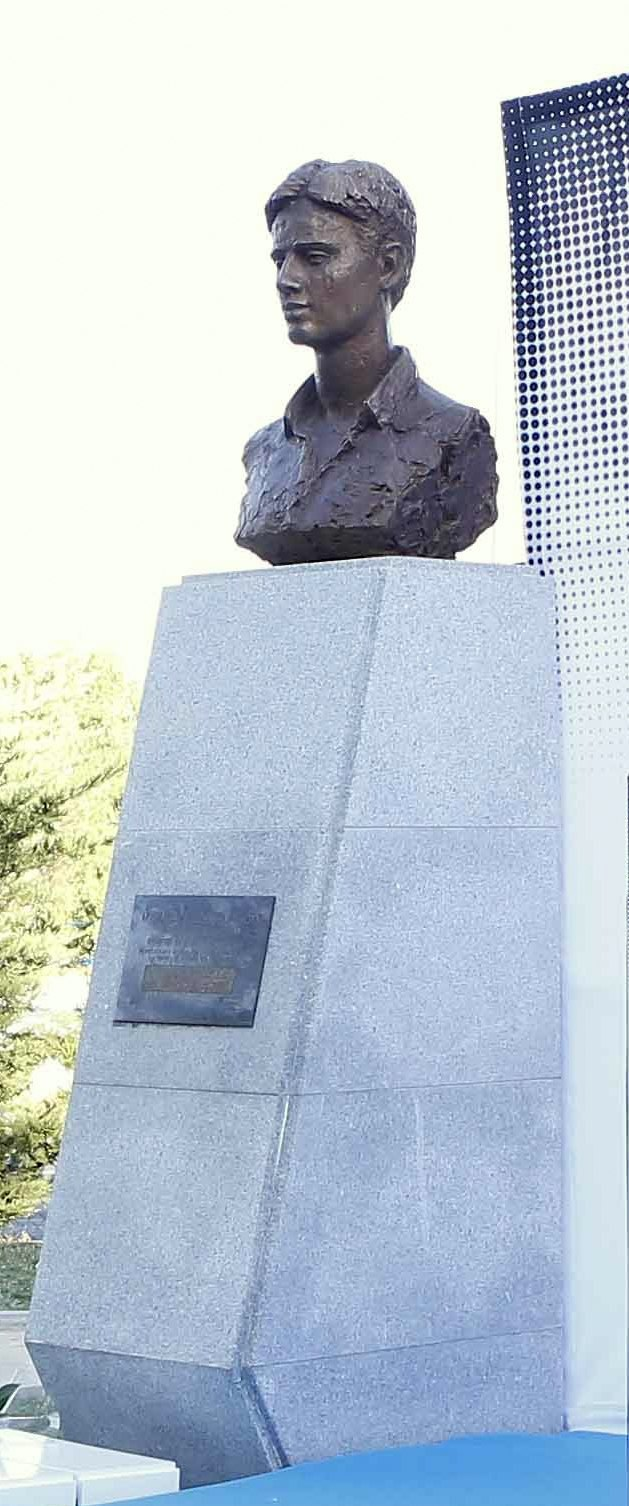
Buste de Miguel Ángel Blanco, pris en otage puis exécuté par l'ETA. Sa détention et sa mort sont suivies de très larges manifestations dans toute l'Espagne et au Pays basque.

Les militants de l’ETA ont tué 857 personnes entre 1968 et 2011 et les groupuscules anti-ETA en ont assassiné 62, chiffres auxquels il faut ajouter une dernière victime en 2010, le gendarme français Jean Serge Nérin. Près de la moitié des victimes de l’ETA sont des civils. Ce bilan varie peu selon les sources.
En 2008, le journal El País dénombre 20 000 personnes directement concernées par le terrorisme : 12 518 personnes indemnisées, 8 000 officiellement reconnues comme « affectées » et 11 000 membres d’associations subventionnées.

## Principaux groupes paramilitaires basques

### Régionalistes

#### Au Pays basque espagnol
- Euskadi ta Askatasuna : d'idéologie marxiste, responsable de 828 morts depuis 1968, l'ETA est depuis 2009 très fragilisée par les arrestations et découvertes de caches d'armes.
- Iraultza (en) : petit groupe d'une vingtaine d'activistes actif au début des années 1990. Trois de ses membres furent tués en action.
- Les Comandos Autónomos Anticapitalistas (es)  : série de groupes responsables d'entre 25 et 30 morts entre 1978 et 1984, à sa disparition la plupart des membres rejoignirent l'ETA. 8 activistes moururent en action.

#### Au Pays basque français
- Iparretarrak : militant pour l'autonomie du Pays basque nord entre 1970 et 2003, son chef principal fut Philippe Bidart.
- Irrintzi : actif depuis 2006, militant pour les intérêts basques en France, luttant contre la spéculation immobilière et le tourisme de masse entre autres. Deux militants furent arrêtés en décembre 2009[16].
- Hordago : groupe actif dans les années 1980, luttant pour l'indépendance.
- Euskal Zuzentasuna : actif entre 1977 et 1979, responsable de 11 attentats, il se fondit ensuite dans Iparretarrak.

### Anti-indépendantistes
- Groupes antiterroristes de libération : actif entre 1983 et 1987 le GAL luttait contre ETA. Il est responsable de plus d'une trentaine de morts et d'une cinquantaine de blessés.
- Batallón Vasco Español : actif entre 1975 et 1981 le BVE fut l'un des plus importants groupes armés anti-indépendantistes. On lui attribue plus d'une trentaine de morts.
- Guerrilleros de Cristo Rey
- Anti-Terrorismo ETA : actif avant le GAL entre 1973 et 1975
- Acción Nacional Española
- Groupes antiterroristes espagnols

## Enjeux mémoriels
La sortie du conflit n'a pas réglé les enjeux mémoriels qui le concerne.
Il existe un fossé entre les militants de la gauche abertzale qui affirment que l’ETA a fait ce choix belliqueux pour affronter un « ennemi » espagnol, le nationalisme basque étant par essence démocratique puisqu’il serait dans la nature du peuple basque de former un État indépendant et les associations de victimes qui s’opposent frontalement à cette « théorie du conflit », pour qui il n’y a pas eu guerre, mais l’agression d’une « organisation totalitaire contre des citoyens désarmés » et qui voient dans la fin du conflit un processus de « sortie du terrorisme, les prisonniers n’étant pas des soldats mais des criminels de droit commun ».
Caractéristique de cette profonde différence de perception, le mouvement abertzale diffuse encore dans les années 2010 des vidéos sur la vie et les combats des militants de l’ETA représentés comme des personnes « sympathiques et courageuses ». Dans ce récit, la place du franquisme est centrale, les mouvements ayant eu recours à la violence armée, y puisant leur justification.